# Eleições no Níger
As Eleições no Níger ocorrerem a cada cinco anos em nível nacional, para o chefe de Estado - o presidente - e uma legislatura. O presidente é eleito para um mandato de cinco anos pelo povo. A Assembléia Nacional tem 113 membros, eleitos para um mandato de cinco anos, 105 deputados eleitos em círculos eleitorais multi-banco  e 8 deputados eleitos em círculos de assento único das minorias nacionais. Níger tem um sistema multipartidário, com dois ou três partidos fortes e um terceiro que é eleitoralmente bem sucedido.